# 安东尼奥·洛佩斯·德·圣安纳
安东尼奥·德·帕杜亚·马里亚·塞韦里诺·洛佩斯·德·圣安纳-佩雷斯·德·莱夫龙（西班牙語：Antonio de Padua María Severino López de Santa Anna y Pérez de Lebrón，發音：[anˈtonjo ˈlopes ðe sanˈtana]；1794年2月21日—1876年6月21日），简称圣安纳，是19世纪墨西哥将军和独裁者，在1833年至1855年八次担任墨西哥总统。圣安纳幾乎為當時所有爭執的雙方作過戰。幾次戰鬥的勝利使他聲望大增，其中包括1829年抵抗西班牙重新占領墨西哥的戰鬥。但是他的失敗同樣使他聲名狼藉，1836年平定德克薩斯叛亂時，他於聖哈辛托被山姆·休斯頓擊敗並俘虜。1846年墨西哥戰爭爆發後，美國總統詹姆斯·諾克斯·波爾克派船送他回國執行和平使命，但他回國後反而領導墨西哥軍隊反對美國，直到1855年被擊敗而流亡國外。馬克西米連被扶植登上墨西哥皇位時，他表示願意為其效勞但同時也表示願與其反對者合作，均遭拒絕。最後1874年返回墨西哥在貧困中死去。

## 早年
安东尼奥·洛佩斯·德·圣安纳生于哈拉帕一个中下阶层的家庭中。他的父亲是一个西班牙人，是西班牙的殖民地官僚，他的母亲来自法国。他被许多人称为圣安纳，从小就对学校和经商毫无兴趣。

## 军旅生涯
16岁时，他以候补军官的身份加入了陆军，其所属的单位训练、惩罚异常苛刻，这些早期经验教会了圣安纳如何在日后训练他自己的军队。1810年墨西哥宣布从已经处于拿破仑统治之下的西班牙独立，圣安纳随着部队一起来到了墨西哥从事镇压叛军的行动。指挥官何塞·华金·德·阿雷东多（Jose Joaquín de Arredondo）教导他很多方法对付叛军。在1811年圣安纳手臂被一奇奇梅克人的箭射伤。1813年，18岁的圣安纳和他的部队在一次镇压当地暴动的战斗中大获全胜并杀光了所有战俘，他因此而获得了中尉军衔。1821年,他被西班牙总督提升为上校。然而就在同一年，他突然倒戈转而宣布支持反叛领袖阿古斯丁·德·伊图尔维德。 由于战斗出色，伊图尔维德晋升他为将军，并任命他为韦拉克鲁斯的军事长官。1822年，他再度宣布反对伊图尔维德所推行的帝制，支持共和制度，最终伊图尔维德被推翻，他本人也因此获得了其他领导的赞赏。28岁时，圣安纳就已经获得了将军的职位和大片的土地，1825年他迎娶了一位14岁的少女，日后和她生下了4个子女。不过他对于家庭生活并不感兴趣，反倒是更加热衷于赌博。军旅生活才是他的归宿，1827年他组织了一起镇压暴动的军事活动，这场暴动是由保守派的副总统发起的，此举使其获得了韦拉克鲁斯统治者的职务。1828年，曼努埃尔·戈麦斯·佩德拉萨与比森特·格雷罗参与竞选总统，实际上前者已经获得了选举胜利，只是圣安纳等人炮轰墨西哥国民宫（National Palace）使得佩德拉萨出逃，格雷罗最终成为总统。1829年，西班牙派出军队重新收复墨西哥，圣安纳率军抵抗，在坦皮科的防御作战中他起到了关键作用。

## 起伏不定的政治生涯
1833年5月，圣安纳成功当选为墨西哥总统。他废除了之前的宪法实行独裁统治，多次被迫下台，之后又多次东山再起，许多地区表示反对并宣布独立，这其中就包括了还未归属美国的德克萨斯州。1835年底圣安纳亲自率领6000人的军队北上德克萨斯，第二年3月6日到达了阿拉莫，这个只有不到200人的小要塞在坚守13天后沦陷，而墨西哥军也付出了近千人伤亡的代价。4月21日，德克萨斯领袖山姆·休斯顿率领数百民兵偷袭了聖哈辛托附近的墨西哥军营，在不到20分钟的战斗中，600余名墨西哥士兵被杀死或是同主帅圣安纳一样被俘虏。在华盛顿，杰克逊总统将他送回了墨西哥。回到墨西哥之后的圣安纳闲职了几年，1838年他参与到由法国发动的糕点战争之中，在一次前线作战中失去了右小腿，不过赢得了荣耀。 由于这个战功，他再次成为了墨西哥独裁者。1841年他迎来了又一次总统任期，期间他想尽办法收敛钱财，例如向民众征收“自愿”献金，向外国投资者出售虚假的矿山股票，这些钱大多都被这位军事独裁者挥霍在炫耀之上。1844年12月，国会宣布终止他的任期，圣安纳不得不躲藏到山区去，政府军在1845年找到了他并将其流放到古巴，令他在十年之内不得重返墨西哥。
美墨战争爆发后，圣安纳同美国总统波爾克取得了联系，波爾克同意派船将其送回墨西哥以促成战争和平结束。然而回到国内后他立即翻脸，再度成为总统率领军队抵抗美国人。虽然他很快组织起一万多人的部队北上抵抗，不过结果却是铩羽而归，最终只得退回至墨西哥城内组织防御。1847年9月15日美军彻底控制了墨西哥城之后，圣安纳也宣布放弃总统职位，率领残部继续和美军对抗。10月之后他被解除军权，逃至牙买加，1853年又到达了现属哥伦比亚的新格拉纳达（new Granada）。很快，他和卢卡斯·阿拉曼达成协议，在后者的支持下再度夺取政权并在内阁中为阿拉曼安排一个主要职务。登上总统宝座的圣安纳又玩起了他那套军事独裁的老把戏：解散国会、禁止言论自由、加强中央集权、扩编军队。更不幸的是，雄心勃勃的经济改革家阿拉曼在1853年就因肺炎去世，失去了制约的圣安纳更加挥霍无度。
美墨战争是打完了，但是双方的账目还没算清，1853年美国借着修建南太平洋铁路，以战争为威胁要求购买有争议的边境地区。本来谈好的7.7万平方公里1500万美元又被压成1000万美元。1855年，这一被称为加兹登购地的事件成为了反对党推翻圣安纳的一条重要理由。其对反叛者格杀勿论的政策反而招致了更多的抵抗，1855年8月9日，招架不住的圣安纳逃离墨西哥城前往古巴。

## 晚年
1864年圣安纳又一次嗅到了登上政治舞台的机会，他同时向墨西哥皇帝马西米连诺一世的及其反对者索求支持，但双方都拒绝了他。1874年，由于墨西哥政府的大赦，他得以回到国内，然而此时的他已经穷困潦倒，断腿和白内障使得他几乎又瘸又瞎。他向政府申请抚恤金也遭到遭拒绝，最后还是靠着一个女婿的抚养才得以苟延残喘的存活。1876年6月21日，圣安纳在贫病交加中去世，享年82岁。